# ラーフ

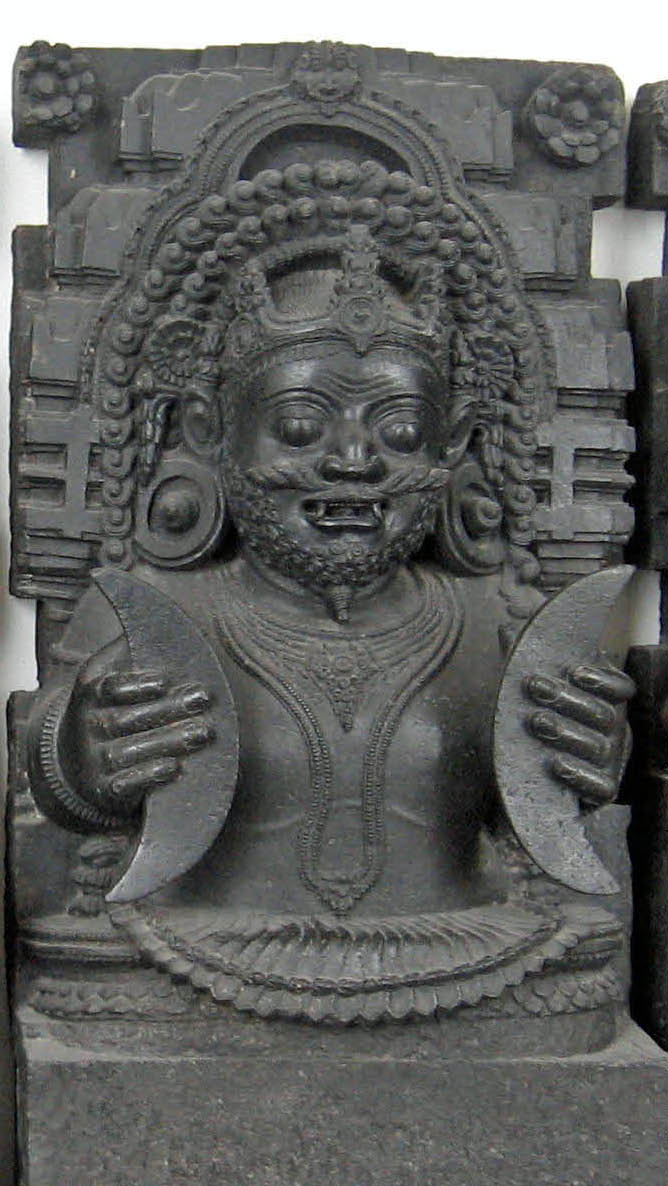
ラーフ像。大英博物館蔵。

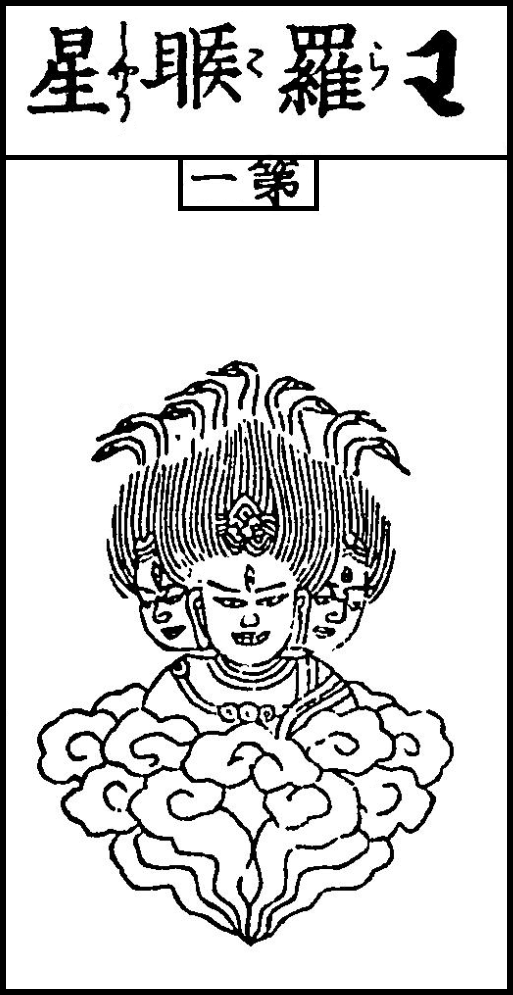
羅睺星。仏像図彙 (1783年)より。

ラーフ (Rāhu) は、インド神話に登場する、4本の腕と1本の尾をもつアスラである。その名は「捕らえる者」を意味する。
ラーフはまた、インドの天文学におけるナヴァ・グラハという9つの惑星（九曜）の1つ羅睺（らごう、インド占星術参照）。

## 神話
神話によると、乳海攪拌のあと、神々とアスラは不死の霊薬アムリタをめぐって争い、アムリタは神々の手にわたった。神々は集まってアムリタを飲んだが、その中にラーフというアスラが神に化けてアムリタを口にした。それを太陽と月が発見し、ヴィシュヌ神に知らせた。ヴィシュヌ神は円盤（チャクラム）を投げてラーフの首を切断したが、ラーフの首は不死になってしまった。ラーフの首は天に昇り、告口したことを怨んで太陽と月を飲み込んでは日食や月食を起こす悪星になったという。月が毎月1回欠けるのもラーフの仕業とされることがある。
ラーフはヴィプラチッティとシンヒカーの子とされる。ラーフの息子達はケートゥという32の彗星で、彼らが空に現れるのは凶兆だとされた。